# 兹沃尼米尔·武因
兹沃尼米尔·武因（1943年7月23日—2019年12月8日），塞尔维亚男子拳击运动员。他曾代表南斯拉夫参加1968年和1972年夏季奥林匹克运动会拳击比赛，获得二枚铜牌。